# Jiří Hop
Jiří Hop (* 22. června 1941) je bývalý český fotbalový brankář.

## Fotbalová kariéra
V československé lize hrál za Spartak Plzeň. Nastoupil ve 13 ligových utkáních. V nižší soutěži hrál i za Baník Dobřany a RH Planá.

## Ligová bilance
| Ročník                                   | Zápasy | Góly | Klub        |
| ---------------------------------------- | ------ | ---- | ----------- |
| 1. československá fotbalová liga 1967/68 | 8      | 0    | Škoda Plzeň |
| 1. československá fotbalová liga 1970/71 | 5      | 0    | Škoda Plzeň |
| CELKEM                                   | 13     | 0    |             |